# Фильтр-осушитель

Фильтр-осушитель

Фильтр-осушитель (цеолитовый патрон) — элемент контура компрессионного холодильного агрегата. Фильтр-осушитель служит для удаления влаги из хладагента, а также защищает капиллярную трубку от засорения твёрдыми частицами. Устанавливается между конденсатором и капиллярной трубкой в бытовых холодильниках и кулерах (или между конденсатором и расширительным клапаном в бытовых, промышленных, прецизионных, коммерческих (предназначенных для поддержания микроклимата в торговых помещениях и офисах) и автомобильных кондиционерах, в аппаратах шоковой заморозки, промышленных холодильных и морозильных камерах). Также, иногда для контроля непосредственно после фильтра устанавливаются смотровые стёкла с индикатором влажности, меняющим цвет в зависимости от наличия влаги во фреоне. Изменение цвета индикатора на жёлтый — фильтр нуждается в замене.

## Устройство

Разрезанный фильтр-осушитель

Фильтр-осушитель представляет собой отрезок металлической трубки (патрон) длиной 90 — 170 мм и диаметром 16 — 30 мм, закатанный с обоих концов. Внутри патрона, между двумя сетками, находится адсорбент (например, синтетический цеолит NaA) в виде гранул диаметром 1.5 — 3 мм. Сетка на входе в фильтр (со стороны конденсатора), имеющая достаточно большие отверстия, предназначена для предотвращения попадания гранул цеолита в конденсатор. Сетка на выходе, напротив, имеет очень мелкие отверстия и служит непосредственно для очистки жидкого хладагента от твёрдых частиц.
Фильтры-осушители могут иметь два входа, в этом случае, назначение второго входа сервисное. Он служит для ускорения процесса вакуумирования контура холодильного агрегата при сборке. То есть вакуумирование идёт как со стороны низкого, так и высокого давления. Без второго входа процесс проходил бы намного дольше, так как в этом случае ему бы препятствовала капиллярная трубка, снижая производительность, и клапаны компрессора.

## Замена фильтра-осушителя
При ремонте холодильного агрегата, требующего вскрытия контура, необходимо всегда заменять фильтр-осушитель на новый.
Негодный фильтр-осушитель выпаивают или вырезают с помощью трубореза.